# Johnossi
Johnossi est un groupe suédois de rock alternatif, originaire de Saltsjöbaden, Stockholm.

## Histoire
L'idée de former un groupe germe dans l'esprit des deux amis plusieurs années avant la création proprement dite. La raison principale de ce retard est la paresse. Après leur formation, ils font une tournée en Scandinavie avec The Soundtrack of Our Lives et sortent en 2005 leur premier album portant leur propre nom, qui sort également l'année suivante en Allemagne, en Autriche et en Suisse.
En 2006, ils font leur propre tournée et ont également joué en première partie de Mando Diao et Razorlight. Début 2007, ils effectuent une tournée en solo dans toute l'Allemagne. Beaucoup de ces événements se déroulent à guichets fermés. En 2007, ils font la première partie des Sportfreunde Stiller. Début mars 2008, ils participent à l'enregistrement du single Execution Song pour la bande originale du film La Vague. Cette chanson est également entendue dans le jeu vidéo NHL 09. En juin 2011, ils se sont produits en première partie des Beatsteaks à la Wuhlheide de Berlin.
Leur deuxième album All They Ever Wanted sort le 28 mars 2008 et leur permet de se classer pour la première fois dans les charts allemands. Le troisième album, Mavericks, sort le 30 avril 2010. Au début de l'année 2010, le single What's the Point sort, il est largement diffusé à la radio et reste sur la Tracklist pendant 25 semaines. Au cours de l'été 2010, ils donnent leur plus grand concert en Suède, en première partie de Green Day à Ullevi, à Göteborg. 
Le quatrième album Transitions sort le 22 mars 2013. À l'automne 2013, le groupe effectue une longue tournée en tête d'affiche en Europe. Dans leur vie privée, John et Oskar ont chacun une femme et un enfant. John est père d'un fils et Oskar d'une fille. 

## Discographie

### Albums studio
- 2005 : Johnossi (Rekord Musik) (33e place des charts suédois[6]) ( Or)
- 2008 : All They Ever Wanted (Universal UK) (68e place des charts allemands[7])
- 2010 : Mavericks (54e place des charts suédois[6])
- 2020 : Torch // Flame (81e place des charts suédois[6])
- 2022 : Mad Gone Wild (51e place des charts suédois[6])

### EP
- 2006 : Execution Song
- 2016 : Air is Free

### Singles
- 2010 : What's the Point (20e place des charts suédois[8]) ( Platine)
- 2010 : Dead End (58e place des charts suédois[8]) ( Or)
- 2022 : Anxious Angel (22e place des charts suédois[8])
- 2024 : Känns så längesen (65e place des charts suédois[8])